# Tschalus

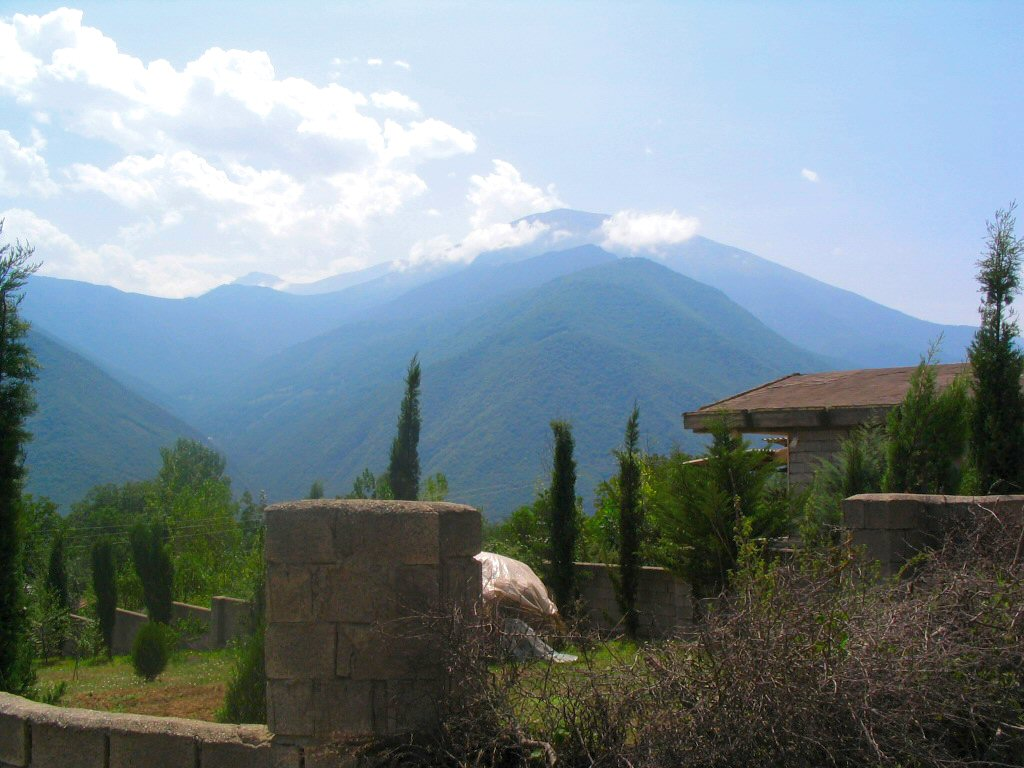
Impression aus Māzandarān

Tschalus (persisch چالوس Tschālūs, DMG Čālūs) ist eine Stadt im Iran. Sie liegt in der Provinz Māzandarān, direkt an der Küste des Kaspischen Meeres. Tschalus hat etwa 48.000 Einwohner. Die Stadt liegt auf einer alluvialen Schwemmebene des Flussdeltas des gleichnamigen Gebirgsflusses Tschalus, der in den Kandovanbergen und südlich des Tacht-e Suleiman entspringt.
Ein paar Kilometer westlich der Stadt gibt es ein touristisches Erholungsgebiet, Namakābrūd, Tourist City genannt. Dort gibt es zwei Seilbahnen, die auf einen Berg hinaufführen. Circa 8 km östlich liegt die Stadt Nouschahr. Zwischen den beiden Städten gibt es einen Flughafen. Von Tschalus führt eine wichtige Überland- und Passstraße durch das Elburs-Gebirge nach Karadsch und damit in die Landeshauptstadt Teheran.

## Geschichte
Islamische Historiker wie al-Masʿūdī und Ibn al-Athīr berichteten von einer Burg mit starken Befestigungen in Tschalus, die 914 durch den Zaiditenherrscher Hasan al-Utrusch zerstört wurde. Noch frühere Historiker beschreiben Tschalus als einen Ort an der westlichen Grenze Tabaristans und hatte gemäß al-Muqaddasī eine Freitagsmoschee und eine steinerne Burg. 760 sollen hier 500 muslimische Soldaten stationiert gewesen sein. Im Jahr 797 erhoben sich die Einwohner gegen ihre arabischen Oberherren, doch wurde die Revolte schnell und blutig durch den arabischen Gouverneur niedergeschlagen. 973/74 fiel der Saffaride Yaqub ibn al-Laith in Tabaristan ein und verwüstete Tschalus, doch ein Jahr später ließ der örtliche Herrscher Hasan bin Zaid Tschalus wegen der angeblichen Unterstützung Yaqub ibn al-Laiths niederbrennen. Während der Buyidenherrschaft besaß Tschalus noch eine gewisse Wichtigkeit.
Die iranischen Könige der Kadscharen- und Pahlavidynastie hatten sich das Tal von Kelārdascht südwestlich von Tschalus als Jagd- und Erholungsgebiet ausgesucht.
Bis 1931 war Tschalus nur ein Dorf, das dann im Auftrag des iranischen Herrschers Reza Schah Pahlavi zu einer Modellstadt ausgebaut wurde. Das hing direkt mit der Konstruktion der 202 km langen Autobahn von Teheran über den Kandovanpass nach Tschalus ans Meer, die zwischen 1931 und 1933 fertiggestellt wurde, zusammen. Parallel dazu wurden am Gebirgspass ein Hotel und in Tschalus ein Hafen errichtet. Innerhalb kurzer Zeit wurden industrielle, kommerzielle und touristische Anlagen und Gebäude gebaut. Über den Tschalusfluss wurde eine Stahlbrücke erbaut. Das Herzstück der neuen Stadt war eine Fabrik von 1933 zur Herstellung von Seidenware, in der auch ausländische Arbeiter beschäftigt waren. Die Fabrik produzierte jährlich 1500 Tonnen Waren. Mit der Fabrik kam Tschalus als eine der ersten Städte Irans in den Genuss von Elektrizität und modernen Abwasseranlagen. Arbeitersiedlungen wurden genauso gebaut wie Villen für die Fabrikbesitzer und reiche Einwohner.
Der Wohlstand der Stadt endete mit dem Zweiten Weltkrieg, der sowjetischen Besatzung Nordirans und dem Exil Reza Schahs plötzlich. Die Einwohnerzahl sank, als Fabriken geschlossen oder in andere Städte verlegt wurden. 1956 hatte Tschalus knapp 10.000 Einwohner. Andere Städte in der Nähe entwickelten sich durch den Tourismus am Kaspischen Meer. Heutzutage ist Tschalus eine der am langsamsten wachsenden Städte der Provinz (1,6 % pro Jahr). Aus der Industriestadt ist mittlerweile eine Touristenstadt geworden, die vier größere Hotels, einen Campingplatz und einen Basar beherbergt. Viele Menschen aus Teheran verbringen ihre Wochenenden in Tschalus.
Die Einwohner sprechen einen östlichen Dialekt des Gilaki.